# Aegosoma
Genre
Aegosoma est un genre d'insectes de l'ordre des coléoptères.

## Liste des espèces
- Aegosoma giganteum (Lansberge, 1884)
- Aegosoma giganteum ruficolle (Ripaille & al, 2021)
- Aegosoma hainanense (Gahan, 1900)
- Aegosoma hainanense legrandi (Komiya & Drumont, 2012)
- Aegosoma katsurai (Komiya, 2000)
- Aegosoma ornaticolle (White, 1853)
- Aegosoma scabricorne (Scopoli, 1763)
- Aegosoma sinicum sinicum (White, 1853)
- Aegosoma fuliginosum (Drumont, Ripaille & Collard, 2019)
- Aegosoma annulicorne (Komiya, 2001)
- Aegosoma doi (Drumont & Ivanov, 2016)
- Aegosoma dorei (Drumont & al, 2018)
- Aegosoma ivanovi (Danilevsky, 2011)
- Aegosoma drumonti (Ripaille, 2020)
- Aegosoma george (Do, 2015)
- Aegosoma ossum (Komiya & Drumont, 2012)
- Aegosoma pallidum (Komiya & Drumont, 2012)
- Aegosoma pseudornaticolle (Ripaille & Drumont, 2017)
- Aegosoma xentoc (Do & Drumont, 2014)
- Aegosoma fulvum (Ripaille, Komiya & Drumont, 2021)

## Liste des espèces rencontrées en Europe
- Aegosoma scabricorne (Scopoli, 1763)